# Long, Long, Long
«Long, Long, Long» es una canción escrita por George Harrison y lanzada por los Beatles en su álbum de 1968 The Beatles, más conocido como "The White Album". Harrison es el único vocalista de esta canción.
El crítico Richie Unterberger escribió que "Long, Long, Long" es una de las canciones más infravaloradas de la larga discografía de los Beatles. 
Es una canción relativamente tranquila y calmada, especialmente si se la compara con su antecesora en el disco, la ruidosa Helter Skelter.
"Long Long Long" es una canción de amor, aunque como el compositor y escritor Nicholas Schaffner dice:, "Es la primera de docenas de canciones de amor de Harrison tan ambiguas que podría estar cantándole tanto a su mujer como a su dios"
Según la autobiografía de Harrison, "I Me Mine", el sonido vibrante que se escucha al final de la canción fue consecuencia de una botella de vino que estaba apoyada en un amplificador. Cuando Paul McCartney, que estaba tocando el Órgano Hammond, tocaba cierta nota, la botella empezaba a vibrar.

## Personal[1]
- George Harrison - voz principal, guitarra acústica (Gibson J-200 con transporte en el 3.er casillero).
- Paul McCartney - acompañamiento vocal, órgano (Hammond RT-3), bajo (Fender Jazz Bass).
- Ringo Starr - batería (Ludwig Hollywood Maple).
- Chris Thomas - Piano (Hamburg Steinway Baby Grand).